# 陳純真間諜事件
陳純真間諜事件也稱陳純真事件，是1964年發生在日本東京，因國民黨政權特務滲透台獨運動組織所引發的事件。從事間諜活動的陳純真是作家陳虛谷的四男。

## 概要
1964年2月以來，台灣獨立建國聯盟前身台灣青年會發現，活動消息有洩漏給中華民國駐日本大使館的痕跡。後經青年會秘密調查的結果，認為早稻田大學四年級在學中的成員陳純真嫌疑最重。5月，隨著中央委員改選發表新人事時，青年會給陳純真《台灣青年》雜誌相關的錯誤消息。之後，東京台僑、台灣留學生便收到包含錯誤消息及批判台獨運動內容的黑函，署名是「台灣青年愛國會」。
6月22日，台灣青年會中央委員會委員長黃昭堂、委員戴天昭、許世楷、廖春榮、柳文卿、王天德、宗像隆幸7人，在東京四谷的青年會本部詢問陳純真，其中發生戴天昭刺傷陳肩膀的意外，陳終於供稱受駐日大使館文化參事處專員余承業的脅迫，在1962年滲透入青年會，搜集青年會情報。事跡敗露的陳當場承諾為青年會做反間諜，但是，卻在幾日後向警視廳告發上述7人。當時，國民黨政府數度向日本政府、外務省施壓，希望日本遣返除了宗像隆幸之外的6位台灣人，但警視廳仍在偵訊後將他們釋放。1965年7月，東京地方裁判所判決上述7人8個月至2年的徒刑，但每人緩刑3年。

## 後續
之後，國民黨持續施壓日本政府，希望日本遣返台獨運動者，最終導致柳文卿事件等強制遣返事件。